# Conferência dos Pássaros

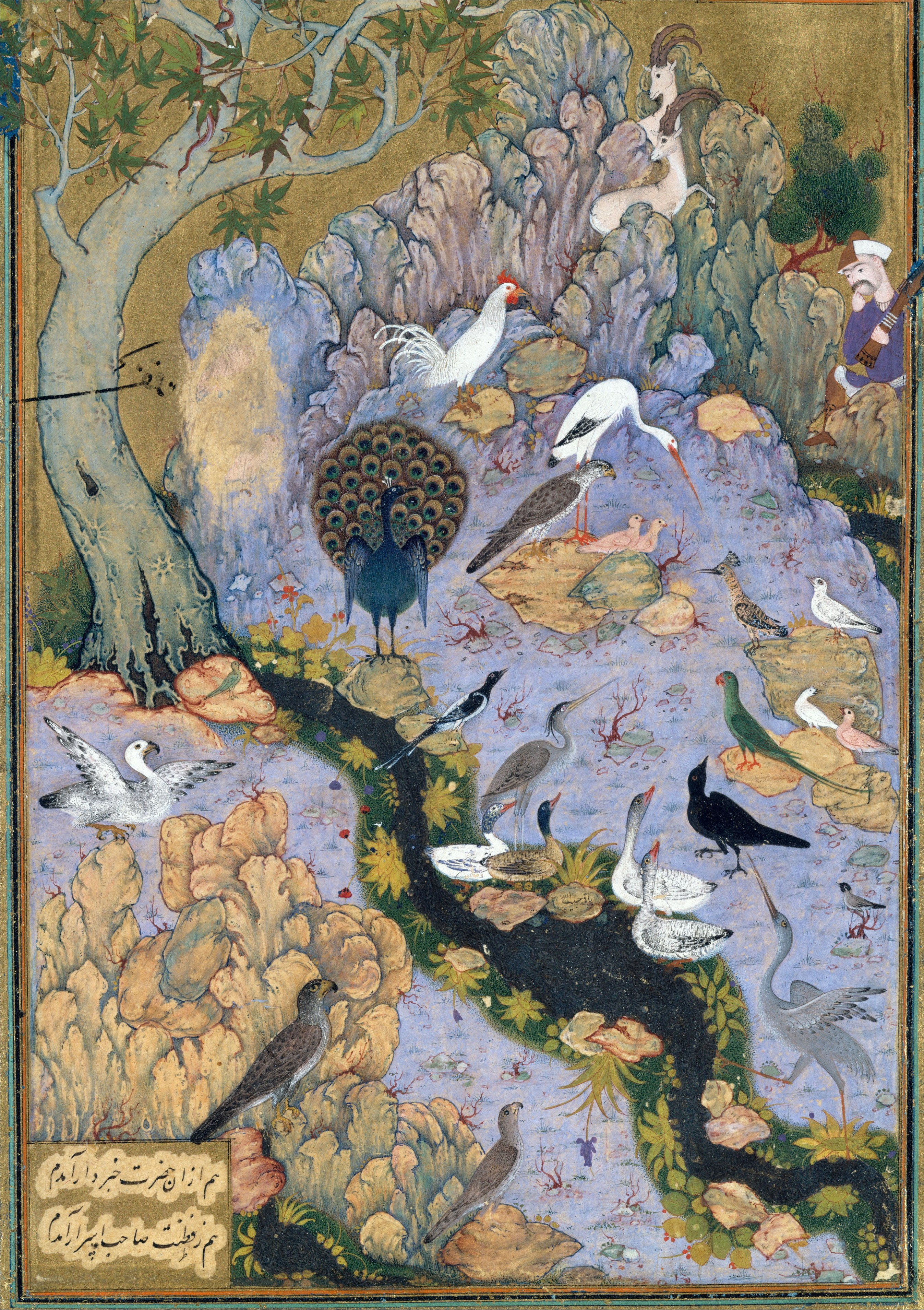
"A Assembleia dos Pássaros", pintado por Habib Allah. A poupa, no centro, à direita, instrui os outros pássaros no caminho sufi

A Conferência dos Pássaros (em persa: منطق الطیر, Mantiqu 't-Tayr, 1177),  também traduzido para o português como A Linguagem dos Pássaros,  é um livro de poemas em Persa por Farid ud-Din Attar de cerca de 4500 linhas. O enredo da história contada pelo poema é a seguinte: os pássaros do mundo se reúnem para decidir quem será seu rei, já que eles não têm nenhum. A poupa (Upupa sp.), o mais sábio de todos eles, sugere que eles devem encontrar o lendário Simurgue, um pássaro mítico persa - uma alegoria da busca por Deus. A poupa representa um mestre sufi e cada uma da aves que desiste da viagem representa uma falha humana que impede o homem de atingir a iluminação. Do grupo de pássaros que parte, somente trinta pássaros consegue, finalmente, chegar ao local de moradia do Simorgh. Lá eles descobrem que eles mesmos são o rei que procuram.
Além de ser um dos exemplos mais célebres da poesia persa, este livro se baseia em um jogo de palavras entre as palavras Simorgh e "si morgh" - que significa "trinta pássaros" em persa.
Para alcançar o local onde está o Simorgh - o Monte Qaf - as aves devem atravessar sete vales: Talab (ânsia), Eshq (amor), Marifat (gnose), Istighnah (desapego), Tawhid (unidade de Deus), Hayrat (perplexidade) e, finalmente, Fuqur e Fana (abnegação e extinção). Estes vales representam as estações que um sufi ou qualquer indivíduo deve passar a perceber a verdadeira natureza de Deus.
Dentro do contexto maior da história da viagem dos pássaros, Attar conta ao leitor, em estilo poético, diversas historietas didáticas e cativantes. Toda a obra reflete a doutrina sufi, que inclui a noção mística de que Deus não é externo ou separado do universo, e sim a totalidade da existência. Os trinta pássaros buscando o Simorgh percebem que o Simorgh nada nada mais é do que a sua totalidade transcendente. Ao perceberem a verdade, eles assim chegam à estação de Baqa (subsistência), que fica no topo do Monte Qaf.

## Ilustrações
Coleção no Metropolitan Museum of Art, Nova York. Folio d’um manuscrito ilustrado datado de c.1600. Pinturas de Habiballah of Sava (ativo em 1590-1610), em tinta, aguarela opaca, ouro e prata em papel, dimensões 25,4 x 11,4 cm.

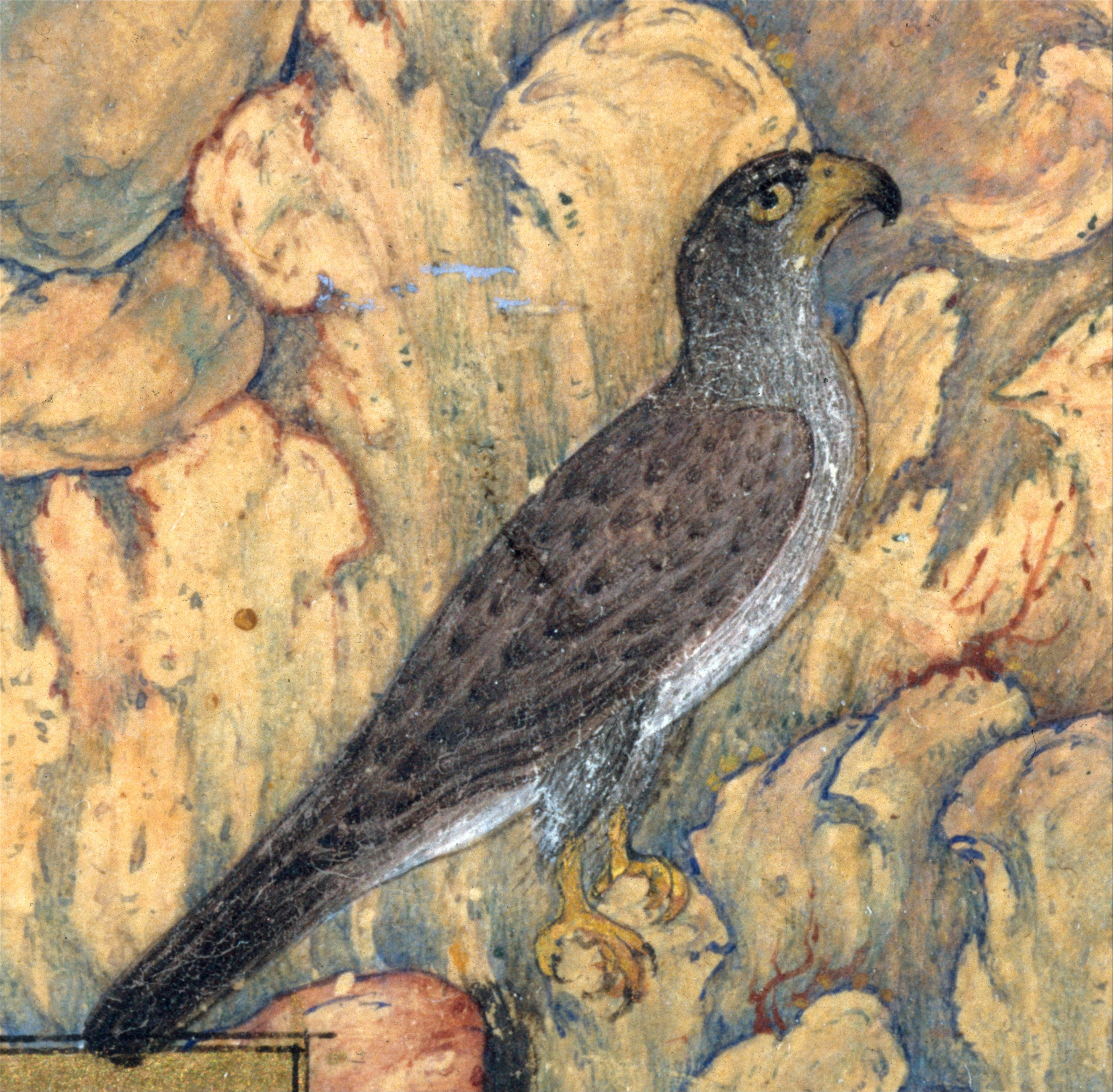
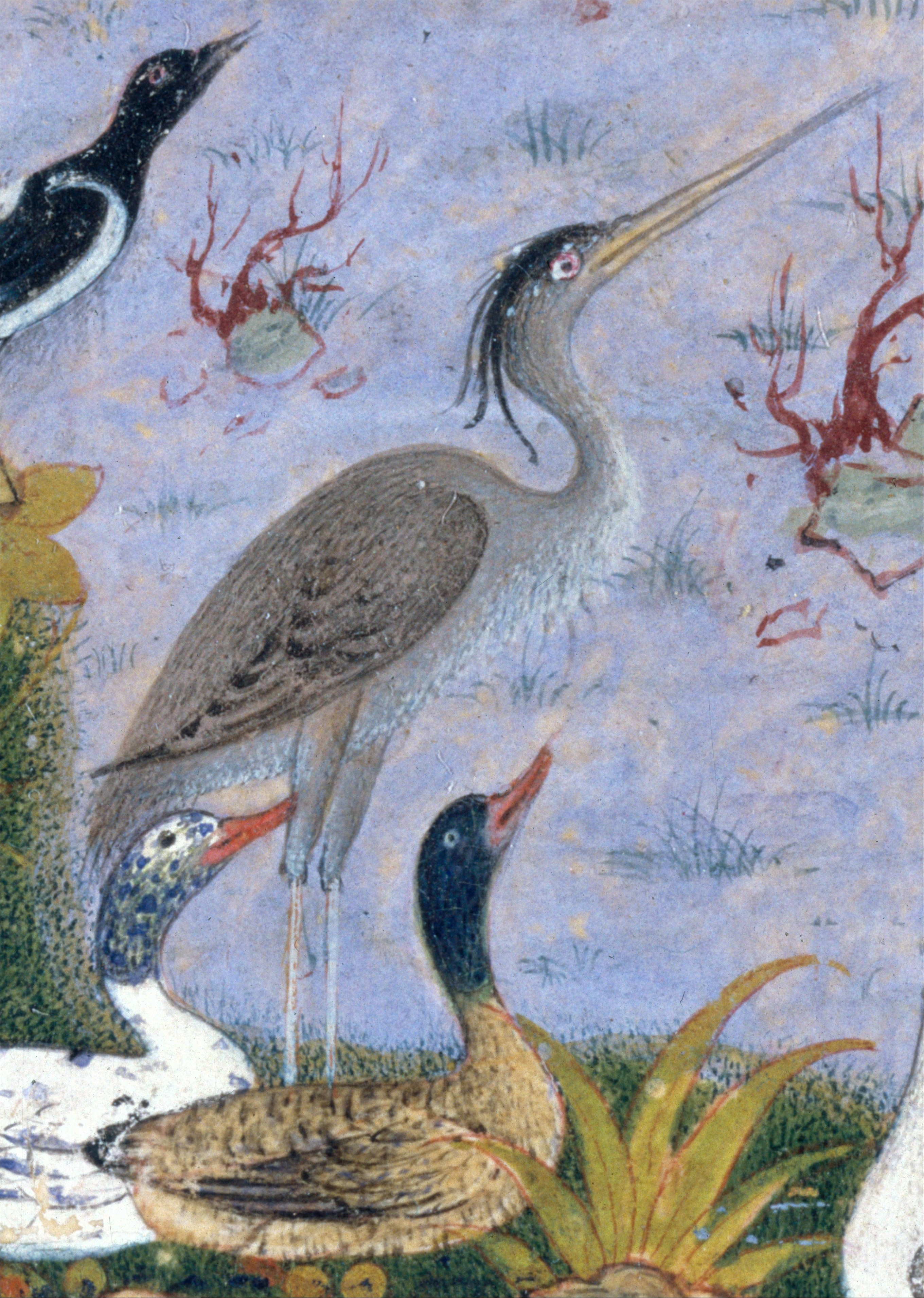
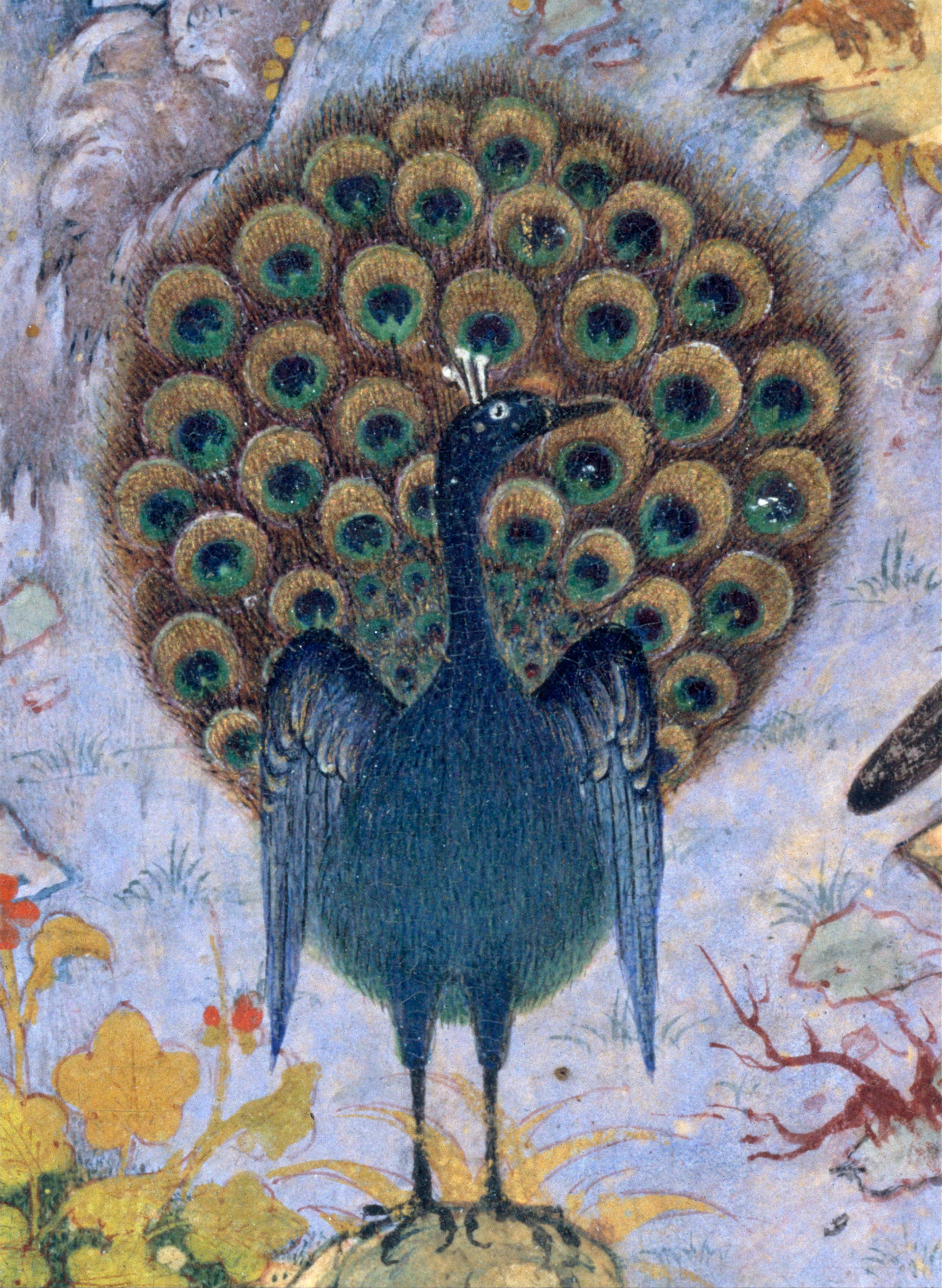